# ABA Liga 2022-23
La ABA Liga 2022-23 fue la vigesimosegunda edición de la ABA Liga, competición que reúne 14 equipos de Serbia, Croacia, Eslovenia, Montenegro, Bosnia Herzegovina y Macedonia del Norte. La competición comenzó el 1 de octubre de 2021 y la temporada regular acabó el 16 de abril de 2022.
Tomaron parte los trece equipos mejor clasificados de la temporada anterior, además del KK MZT Skopje, ascendido de la ABA Liga 2. El campeón fue el Partizan Mozzart Bet, que lograba así su séptimo título.

## Equipos participantes
Equipo ascendido de la ABA Liga 2
- KK MZT Skopje

Equipo descendido a la ABA Liga 2
- KK Krka

| Equipo               | Ciudad        | Pabellón                   | Capacidad |
| -------------------- | ------------- | -------------------------- | --------- |
| Borac Čačak          | Čačak         | Borac Hall                 | 4,000     |
| Budućnost VOLI       | Podgorica     | Morača Sports Center       | 5,500     |
| Cedevita Olimpija    | Ljubljana     | Arena Stožice              | 12,480    |
| Cibona               | Zagreb        | Dražen Petrović Hall       | 5,400     |
| Crvena zvezda mts    | Belgrade      | Aleksandar Nikolić Hall    | 8,000     |
| FMP                  | Belgrade      | Železnik Hall              | 3,000     |
| Igokea               | Aleksandrovac | Laktaši Sports Hall        | 3,050     |
| Mega Bemax           | Belgrade      | Ranko Žeravica Sports Hall | 5,000     |
| Mornar               | Bar           | Topolica Sport Hall        | 2,625     |
| MZT Skopje Aerodrom  | Skopje        | Jane Sandanski             | 7,500     |
| Partizan Mozzart Bet | Belgrade      | Štark Arena                | 18,386    |
| SC Derby             | Podgorica     | Morača Sports Center       | 6,000     |
| Split                | Split         | Arena Gripe                | 3,500     |
| Zadar                | Zadar         | Krešimir Ćosić Hall        | 7,997     |

## Temporada regular
La temporada regular comenzó el 1 de octubre de 2022 y finalizará el 16 de abril de 2023. El 14 de septiembre de 2022 se decidió que los primeros ocho equipos de la temporada regular avancen a los Playoffs.

### Clasificación
Actualizado: 23 de abril de 2023
| Pos. | Equipo                     | PJ | G  | P  | PF   | PC   | DP   | Pts | Clasificación o descenso   |
| ---- | -------------------------- | -- | -- | -- | ---- | ---- | ---- | --- | -------------------------- |
| 1    | Partizan Mozzart Bet (Q)   | 26 | 24 | 2  | 2424 | 2025 | +399 | 50  | Clasificados para Playoffs |
| 2    | Crvena zvezda mts (Q)      | 25 | 22 | 3  | 2178 | 1820 | +358 | 47  | Clasificados para Playoffs |
| 3    | Budućnost VOLI (Q)         | 26 | 18 | 8  | 2263 | 2027 | +236 | 44  | Clasificados para Playoffs |
| 4    | Cedevita Olimpija (Q)      | 25 | 17 | 8  | 2135 | 1984 | +151 | 42  | Clasificados para Playoffs |
| 5    | FMP Meridian (Q)           | 26 | 14 | 12 | 2339 | 2245 | +94  | 40  | Clasificados para Playoffs |
| 6    | Mega MIS (Q)               | 26 | 12 | 14 | 2203 | 2234 | −31  | 38  | Clasificados para Playoffs |
| 7    | Zadar (Q)                  | 26 | 11 | 15 | 2230 | 2234 | −4   | 37  | Clasificados para Playoffs |
| 8    | SC Derby (Q)               | 26 | 11 | 15 | 2189 | 2300 | −111 | 37  | Clasificados para Playoffs |
| 9    | Igokea m:tel               | 26 | 11 | 15 | 2093 | 2189 | −96  | 37  |                            |
| 10   | Split                      | 26 | 10 | 16 | 2144 | 2247 | −103 | 36  |                            |
| 11   | Cibona                     | 26 | 9  | 17 | 2071 | 2337 | −266 | 35  |                            |
| 12   | Mornar Barsko zlato        | 26 | 8  | 18 | 2165 | 2375 | −210 | 34  |                            |
| 13   | Borac Mozzart (Q)          | 26 | 7  | 19 | 2147 | 2336 | −189 | 33  | Playoff de descenso        |
| 14   | MZT Skopje Aerodrom (R, E) | 26 | 7  | 19 | 2088 | 2316 | −228 | 33  | Descenso a ABA Liga 2      |

 Fuente: ABA League

### Resultados
| Local \ Visitante    | BOR    | BUD     | COL    | CIB    | CZV   | FMP     | IGO    | MEG     | MOR    | MZT    | PAR    | SCD    | SPL    | ZAD     |
| -------------------- | ------ | ------- | ------ | ------ | ----- | ------- | ------ | ------- | ------ | ------ | ------ | ------ | ------ | ------- |
| Borac Mozzart        | —      | 79–108  | 74–76  | 83–84  | 82–87 | 84–85   | 70–65  | 80–86   | 90–87  | 105–84 | 62–81  | 92–90  | 90–89  | 91–93   |
| Budućnost VOLI       | 85–87  | —       | 80–74  | 97–76  | 56–76 | 84–58   | 91–58  | 79–66   | 99–78  | 89–66  | 82–83  | 88–76  | 94–59  | 76–68   |
| Cedevita Olimpija    | 98–81  | 58–80   | —      | 91–85  |       | 85–90   | 83–73  | 85–70   | 100–79 | 93–73  | 77–74  | 84–83  | 102–88 | 97–79   |
| Cibona               | 87–85  | 83–87   | 78–90  | —      | 85–81 | 110–99  | 77–76  | 72–106  | 91–88  | 87–85  | 81–105 | 89–98  | 72–90  | 63–89   |
| Crvena zvezda mts    | 86–57  | 69–65   | 100–95 | 92–53  | —     | 83–77   | 104–71 | 92–58   | 93–77  | 87–67  | 90–74  | 90–70  | 83–74  | 96–98   |
| FMP Meridian         | 107–81 | 96–91   | 79–86  | 111–75 | 84–99 | —       | 89–77  | 90–76   | 101–76 | 101–97 | 91–97  | 90–73  | 90–73  | 112–87  |
| Igokea m:tel         | 90–78  | 103–101 | 74–85  | 81–67  | 70–76 | 77–70   | —      | 109–115 | 83–91  | 96–90  | 85–96  | 75–74  | 88–92  | 81–84   |
| Mega MIS             | 86–74  | 76–85   | 82–96  | 93–100 | 78–87 | 77–72   | 76–87  | —       | 89–78  | 93–86  | 78–103 | 101–74 | 90–85  | 80–77   |
| Mornar Barsko zlato  | 104–99 | 87–104  | 78–75  | 83–81  | 65–87 | 102–113 | 74–86  | 85–101  | —      | 93–84  | 62–83  | 75–86  | 104–88 | 100–91  |
| MZT Skopje Aerodrom  | 73–81  | 86–90   | 79–74  | 87–74  | 57–80 | 87–82   | 78–84  | 94–82   | 77–94  | —      | 74–92  | 92–79  | 80–85  | 84–80   |
| Partizan Mozzart Bet | 114–84 | 106–77  | 76–73  | 93–68  | 92–81 | 90–86   | 89–74  | 86–76   | 92–74  | 120–67 | —      | 91–82  | 89–70  | 114–77  |
| SC Derby             | 93–84  | 69–86   | 71–104 | 97–84  | 76–92 | 84–74   | 104–85 | 83–103  | 94–74  | 103–85 | 81–100 | —      | 96–84  | 101–100 |
| Split                | 113–99 | 87–85   | 77–95  | 82–74  | 63–72 | 91–95   | 68–77  | 79–75   | 91–80  | 74–77  | 95–96  | 82–85  | —      | 89–85   |
| Zadar                | 85–75  | 103–104 | 81–59  | 68–75  | 76–95 | 103–97  | 67–68  | 96–90   | 97–77  | 98–79  | 78–88  | 96–67  | 74–76  | —       |

## Playoffs
|  | Cuartos de final          | Cuartos de final          |                           |   | Semifinales | Semifinales |  |  | Finales | Finales |
|  |                           |                           |                           |   |             |             |  |  |         |         |
|  |                           |                           |                           |   |             |             |  |  |         |         |
|  |                           |                           |                           |   |             |             |  |  |         |         |
|  | Partizan Mozzart Bet      | 2                         |                           |   |             |             |  |  |         |         |
|  | Partizan Mozzart Bet      | 2                         |                           |   |             |             |  |  |         |         |
|  | SC Derby                  | 1                         |                           |   |             |             |  |  |         |         |
|  | SC Derby                  | 1                         | Partizan Mozzart Bet      | 2 |             |             |  |  |         |         |
|  |                           |                           | Partizan Mozzart Bet      | 2 |             |             |  |  |         |         |
|  |                           | Cedevita Olimpija         | 1                         |   |             |             |  |  |         |         |
|  | Cedevita Olimpija         | Cedevita Olimpija         | 1                         | 2 |             |             |  |  |         |         |
|  | Cedevita Olimpija         |                           |                           | 2 |             |             |  |  |         |         |
|  | FMP Meridian              | 1                         |                           |   |             |             |  |  |         |         |
|  | FMP Meridian              | 1                         | Partizan Mozzart Bet      | 3 |             |             |  |  |         |         |
|  |                           |                           | Partizan Mozzart Bet      | 3 |             |             |  |  |         |         |
|  |                           | Crvena zvezda Meridianbet | 2                         |   |             |             |  |  |         |         |
|  | Crvena zvezda Meridianbet | Crvena zvezda Meridianbet | 2                         | 2 |             |             |  |  |         |         |
|  | Crvena zvezda Meridianbet |                           |                           | 2 |             |             |  |  |         |         |
|  | Zadar                     | 0                         |                           |   |             |             |  |  |         |         |
|  | Zadar                     | 0                         | Crvena zvezda Meridianbet | 2 |             |             |  |  |         |         |
|  |                           |                           | Crvena zvezda Meridianbet | 2 |             |             |  |  |         |         |
|  |                           | Budućnost VOLI            | 0                         |   |             |             |  |  |         |         |
|  | Budućnost VOLI            | Budućnost VOLI            | 0                         | 2 |             |             |  |  |         |         |
|  | Budućnost VOLI            |                           |                           | 2 |             |             |  |  |         |         |
|  | Mega MIS                  | 0                         |                           |   |             |             |  |  |         |         |
|  | Mega MIS                  | 0                         |                           |   |             |             |  |  |         |         |

### Cuartos de final
| Equipo 1                  | Series | Equipo 2      | 1.er partido | 2.º partido | 3.er partido |
| ------------------------- | ------ | ------------- | ------------ | ----------- | ------------ |
| Partizan Mozzart Bet      | 2–1    | SC Derby      | 83−84        | 81-79       | 112-83       |
| Cedevita Olimpija         | 2–1    | FMP Soccerbet | 87-77        | 96–102      | 97-79        |
| Crvena zvezda Meridianbet | 2–0    | Zadar         | 100-73       | 74–63       | —            |
| Budućnost VOLI            | 2–0    | Mega MIS      | 94-77        | 82–80       | —            |

### Partido 1

#### Budućnost VOLI vs. Zadar
| 28 de abril de 2023 | Budućnost VOLI                                  | 94–77                                 | Mega MIS                                          | |  |  |
| 18:00               | Parciales: 14–22, 35–15, 28–18, 17–22           | Parciales: 14–22, 35–15, 28–18, 17–22 | Parciales: 14–22, 35–15, 28–18, 17–22             | |  |  |
|                     | Estadísticas Green 34 Jagodić-Kuridža 9 Green 4 | Reporte Pts Reb Asts                  | Estadísticas Đurišić 17 Cerovina, Rudan 6 Rorie 6 | Pabellón: Podgorica Asistencia: 1,150 espectadores Árbitros: Milan Nedović, Josip Radojković, Dragan Porobić Televisión: Arena Sport |  |  |
| 1−0                 |                                                 |                                       |                                                   | |  |  |
|                     |                                                 |                                       |                                                   | |  |  |

#### Crvena zvezda Meridianbet vs. Zadar
| 28 de abril de 2023 | Crvena zvezda Meridianbet                             | 100–73                                | Zadar                                 | |  |  |
| 20:00               | Parciales: 25–20, 33–16, 20–17, 22–20                 | Parciales: 25–20, 33–16, 20–17, 22–20 | Parciales: 25–20, 33–16, 20–17, 22–20 | |  |  |
|                     | Estadísticas Nedović, Petrušev 34 Bentil 5 Campazzo 8 | Reporte Pts Reb Asts                  | Estadísticas Božić 18 Lakić 6 Božić 5 | Pabellón: Belgrado Asistencia: 5,241 espectadores Árbitros: Milivoje Jovčić, Sašo Petek, Marko Mustapić Televisión: Arena Sport |  |  |
| 1−0                 |                                                       |                                       |                                       | |  |  |
|                     |                                                       |                                       |                                       | |  |  |

#### Cedevita Olimpija vs. FMP Meridian
| 29 de abril de 2023 | Cedevita Olimpija                         | 87–77                                 | FMP Meridian                          | |  |  |
| 18:30               | Parciales: 23–24, 26–16, 15–16, 23–21     | Parciales: 23–24, 26–16, 15–16, 23–21 | Parciales: 23–24, 26–16, 15–16, 23–21 | |  |  |
|                     | Estadísticas Ferrell 20 Omić 10 Ferrell 5 | Reporte Pts Reb Asts                  | Estadísticas Moore 18 Beech 8 Moore 7 | Pabellón: Ljubljana Asistencia: 1,500 espectadores Árbitros: Luka Kardum, Igor Dragojević, Miloš Koljenšić Televisión: Arena Sport |  |  |
| 1−0                 |                                           |                                       |                                       | |  |  |
|                     |                                           |                                       |                                       | |  |  |

#### Partizan Mozzart Bet vs. SC Derby
| 15 de mayo de 2023 | Partizan Mozzart Bet                           | 83–84                                 | SC Derby                                          | |  |  |
| 19:00              | Parciales: 17–22, 29–25, 21–21, 16–16          | Parciales: 17–22, 29–25, 21–21, 16–16 | Parciales: 17–22, 29–25, 21–21, 16–16             | |  |  |
|                    | Estadísticas LeDay 20 Three players 5 Punter 5 | Reporte Pts Reb Asts                  | Estadísticas Z. Ivišić 22 Z. Ivišić 13 Drežnjak 5 | Pabellón: Belgrade Asistencia: 4,715 espectadores Árbitros: Milan Nedović, Miloš Koljenšić, Stefan Ćalić Televisión: Arena Sport |  |  |
| 0–1                |                                                |                                       |                                                   | |  |  |
|                    |                                                |                                       |                                                   | |  |  |

### Partido 2

#### FMP Meridian vs. Cedevita Olimpija
| 6 de mayo de 2023 | FMP Meridian                              | 102–96                                | Cedevita Olimpija                        | |  |  |
| 18:00             | Parciales: 26–17, 24–28, 24–22, 28–29     | Parciales: 26–17, 24–28, 24–22, 28–29 | Parciales: 26–17, 24–28, 24–22, 28–29    | |  |  |
|                   | Estadísticas Beech 26 Simović 8 Manning 6 | Reporte Pts Reb Asts                  | Estadísticas Ferrell 22 Omić 6 Ferrell 7 | Pabellón: Belgrado Asistencia: 742 espectadores Árbitros: Sašo Petek, Uroš Obrknežević, Marko Juras |  |  |
| 1–1               |                                           |                                       |                                          | |  |  |
|                   |                                           |                                       |                                          | |  |  |

#### Mega MIS Meridianbet vs. Budućnost VOLI
| 7 de mayo de 2023 | Mega MIS                                      | 80–82                                 | Budućnost VOLI                        | |  |  |
| 18:00             | Parciales: 19–15, 27–14, 14–26, 20–27         | Parciales: 19–15, 27–14, 14–26, 20–27 | Parciales: 19–15, 27–14, 14–26, 20–27 | |  |  |
|                   | Estadísticas Rorie 22 Branković 8 Uskoković 5 | Reporte Pts Reb Asts                  | Estadísticas Kaba 16 Kaba 9 Green 5   | Pabellón: Sremska Mitrovica Asistencia: 1,500 espectadores Árbitros: Matej Boltauzer, Milivoje Jovčić, Denis Hadžić |  |  |
| 0–2               |                                               |                                       |                                       | |  |  |
|                   |                                               |                                       |                                       | |  |  |

#### Zadar vs. Crvena zvezda Meridianbet
| 8 de mayo de 2023 | Zadar                                  | 63–74                                 | Crvena zvezda Meridianbet                                |                                                                                                   |  |  |
| 18:00             | Parciales: 12–19, 21–16, 11–18, 19–21  | Parciales: 12–19, 21–16, 11–18, 19–21 | Parciales: 12–19, 21–16, 11–18, 19–21                    |                                                                                                   |  |  |
|                   | Estadísticas Božić 17 Žganec 8 Božić 5 | Reporte Pts Reb Asts                  | Estadísticas Mitrović 13 Campazzo, Petrušev 6 Campazzo 4 | Pabellón: Zadar Asistencia: 4,000 espectadores Árbitros: Saša Pukl, Ilija Belošević, Mario Majkić |  |  |
| 0–2               |                                        |                                       |                                                          |                                                                                                   |  |  |
|                   |                                        |                                       |                                                          |                                                                                                   |  |  |

#### SC Derby vs. Partizan Mozzart Bet
| 18 de mayo de 2023 | SC Derby                                     | 79–81                                 | Partizan Mozzart Bet                  | |  |  |
| 19:00              | Parciales: 21–19, 19–21, 23–20, 16–21        | Parciales: 21–19, 19–21, 23–20, 16–21 | Parciales: 21–19, 19–21, 23–20, 16–21 | |  |  |
|                    | Estadísticas Magee 15 Z. Ivišić 8 Drežnjak 6 | Reporte Pts Reb Asts                  | Estadísticas Exum 24 Lessort 8 Exum 4 | Pabellón: Podgorica Asistencia: 2,560 espectadores Árbitros: Josip Radojković, Mario Majkić, Dragan Porobić Televisión: Arena Sport |  |  |
| 1-1                |                                              |                                       |                                       | |  |  |
|                    |                                              |                                       |                                       | |  |  |

### Partido 3

#### Cedevita Olimpija vs. FMP Meridian
| 13 de mayo de 2023 | Cedevita Olimpija                          | 97–79                                 | FMP Meridian                                 | |  |  |
| 19:00              | Parciales: 27–21, 26–14, 19–19, 25–25      | Parciales: 27–21, 26–14, 19–19, 25–25 | Parciales: 27–21, 26–14, 19–19, 25–25        | |  |  |
|                    | Estadísticas Omić 20 Alibegović 9 Dragić 6 | Reporte Pts Reb Asts                  | Estadísticas Stepanović 17 Manning 6 Moore 8 | Pabellón: Ljubljana Asistencia: 3,237 espectadores Árbitros: Tomislav Hordov, Josip Radojković, Denis Hadžić |  |  |
| 2–1                |                                            |                                       |                                              | |  |  |
|                    |                                            |                                       |                                              | |  |  |

#### Partizan Mozzart Bet vs. SC Derby
| 22 de mayo de 2023 | Partizan Mozzart Bet                     | 112–83                                | SC Derby                                          | |  |  |
| 20:00              | Parciales: 27–21, 30–17, 23–25, 32–30    | Parciales: 27–21, 30–17, 23–25, 32–30 | Parciales: 27–21, 30–17, 23–25, 32–30             | |  |  |
|                    | Estadísticas Nunnally 17 Punter 4 Exum 6 | Reporte Pts Reb Asts                  | Estadísticas Tasić 14 Hadžibegović 5 Pavličević 7 | Pabellón: Belgrade Asistencia: 14,077 espectadores Árbitros: Damir Javor, Sašo Petek, Luka Kardum Televisión: Arena Sport |  |  |
| 2–1                |                                          |                                       |                                                   | |  |  |
|                    |                                          |                                       |                                                   | |  |  |

### Semifinales
| Equipo 1                  | Series | Equipo 2          | 1.er partido | 2.º partido | 3.er partido |
| ------------------------- | ------ | ----------------- | ------------ | ----------- | ------------ |
| Partizan Mozzart Bet      | 2–1    | Cedevita Olimpija | 85–70        | 83-95       | 90-71        |
| Crvena zvezda Meridianbet | 2–0    | Budućnost VOLI    | 93–55        | 97–56       | —            |

### Partido 1

#### Crvena zvezda Meridianbet vs. Budućnost VOLI
| 14 de mayo de 2023 | Crvena zvezda Meridianbet                       | 93–55                                 | Budućnost VOLI                          | |  |  |
| 19:30              | Parciales: 30–16, 21–17, 22–10, 20–12           | Parciales: 30–16, 21–17, 22–10, 20–12 | Parciales: 30–16, 21–17, 22–10, 20–12   | |  |  |
|                    | Estadísticas Petrušev 17 Mitrović 10 Campazzo 6 | Reporte Pts Reb Asts                  | Estadísticas Green 13 Ilić 7 Drobnjak 3 | Pabellón: Aleksandar Nikolić Hall, Belgrado Asistencia: 7,879 espectadores Árbitros: Saša Pukl, Damir Javor, Sašo Petek Televisión: Arena Sport |  |  |
| 1−0                |                                                 |                                       |                                         | |  |  |
|                    |                                                 |                                       |                                         | |  |  |

#### Partizan Mozzart Bet vs. Cedevita Olimpija
| 28 de mayo de 2023 | Partizan Mozzart Bet                         | 85–70                                | Cedevita Olimpija                         | |  |  |
| 19:30              | Parciales: 18–8, 24–18, 18–16, 25–28         | Parciales: 18–8, 24–18, 18–16, 25–28 | Parciales: 18–8, 24–18, 18–16, 25–28      | |  |  |
|                    | Estadísticas Nunnally 18 Koprivica 5 LeDay 5 | Reporte Pts Reb Asts                 | Estadísticas Ferrell 13 Omić 17 Ferrell 5 | Pabellón: Štark Arena, Belgrado Asistencia: 15,527 espectadores Árbitros: Tomislav Hordov, Josip Radojković, Marko Mustapić Televisión: Arena Sport |  |  |
| 1–0                |                                              |                                      |                                           | |  |  |
|                    |                                              |                                      |                                           | |  |  |

### Partido 2

#### Budućnost VOLI vs. Crvena zvezda Meridianbet
| 23 de mayo de 2023 | Budućnost VOLI                                     | 56–97                                | Crvena zvezda Meridianbet                  | |  |  |
| 20:00              | Parciales: 26–25, 8–23, 11–29, 11–20               | Parciales: 26–25, 8–23, 11–29, 11–20 | Parciales: 26–25, 8–23, 11–29, 11–20       | |  |  |
|                    | Estadísticas Drobnjak 11 Green 9 Jagodić-Kuridža 2 | Reporte Pts Reb Asts                 | Estadísticas Mitrović 17 Bentil 6 Dobrić 4 | Pabellón: Morača Sports Center, Podgorica Asistencia: 4,200 espectadores Árbitros: Matej Boltauzer, Milan Nedović, Denis Hadžić Televisión: Arena Sport |  |  |
| 0-2                |                                                    |                                      |                                            | |  |  |
|                    |                                                    |                                      |                                            | |  |  |

#### Cedevita Olimpija vs. Partizan Mozzart Bet
| 30 de mayo de 2023 | Cedevita Olimpija                           | 95–83                                 | Partizan Mozzart Bet                           | |  |  |
| 18:00              | Parciales: 29–26, 22–15, 22–19, 22–23       | Parciales: 29–26, 22–15, 22–19, 22–23 | Parciales: 29–26, 22–15, 22–19, 22–23          | |  |  |
|                    | Estadísticas Ferrell 21 Ferrell 8 Ferrell 7 | Reporte Pts Reb Asts                  | Estadísticas Punter 24 Punter 8 Exum, Punter 3 | Pabellón: Arena Stožice, Ljubljana Asistencia: 9,233 espectadores Árbitros: Miloš Koljenšić, Luka Kardum, Denis Hadžić Televisión: Arena Sport |  |  |
| 1-1                |                                             |                                       |                                                | |  |  |
|                    |                                             |                                       |                                                | |  |  |

### Partido 3

#### Partizan Mozzart Bet vs. Cedevita Olimpija
| 6 de junio de 2023 | Partizan Mozzart Bet                       | 90–71                                 | Cedevita Olimpija                       | |  |  |
| 19:00              | Parciales: 24–16, 17–14, 24–23, 25–18      | Parciales: 24–16, 17–14, 24–23, 25–18 | Parciales: 24–16, 17–14, 24–23, 25–18   | |  |  |
|                    | Estadísticas LeDay 17 Lessort 5 Nunnally 5 | Reporte Pts Reb Asts                  | Estadísticas Dragić 15 Omić 8 Ferrell 7 | Pabellón: Belgrado Asistencia: 14,877 espectadores Árbitros: Tomislav Hordov, Miloš Koljenšić, Denis Hadžić Televisión: Arena Sport |  |  |
| 2-1                |                                            |                                       |                                         | |  |  |
|                    |                                            |                                       |                                         | |  |  |

### Finales
| Equipo 1             | Series | Equipo 2                  | 1.er partido | 2.º partido | 3.er partido | 4.º partido | 5.º partido |
| -------------------- | ------ | ------------------------- | ------------ | ----------- | ------------ | ----------- | ----------- |
| Partizan Mozzart Bet | 3–2    | Crvena zvezda Meridianbet | 88-80        | 87-78       | 78-91        | 56-68       | 96-85       |

### Partido 1
| 13 de junio de 2023 | Partizan Mozzart Bet                           | 88–80                                 | Crvena zvezda mts                           | |  |  |
| 20:00               | Parciales: 29–21, 27–15, 17–25, 15–19          | Parciales: 29–21, 27–15, 17–25, 15–19 | Parciales: 29–21, 27–15, 17–25, 15–19       | |  |  |
|                     | Estadísticas LeDay 24 LeDay, Lessort 5 Madar 5 | Reporte Pts Reb Asts                  | Estadísticas Dobrić 17 Dobrić 6 Campazzo 10 | Pabellón: Štark Arena, Belgrado Asistencia: 18,324 espectadores Árbitros: Saša Pukl, Josip Radojković, Milan Nedović Televisión: Arena Sport |  |  |
| 1–0                 |                                                |                                       |                                             | |  |  |
|                     |                                                |                                       |                                             | |  |  |

### Partido 2
| 15 de junio de 2023 | Partizan Mozzart Bet                                | 87–78                                 | Crvena zvezda mts                           | |  |
| 20:00               | Parciales: 23–22, 21–22, 24–18, 19–16               | Parciales: 23–22, 21–22, 24–18, 19–16 | Parciales: 23–22, 21–22, 24–18, 19–16       | |  |
|                     | Estadísticas Nunnally, Smailagić 15 LeDay 6 Madar 7 | Reporte Pts Reb Asts                  | Estadísticas Nedović 21 Bentil 7 Campazzo 7 | Pabellón: Štark Arena, Belgrado Asistencia: 18,477 espectadores Árbitros: Matej Boltauzer, Miloš Koljenšić, Sašo Petek Televisión: Arena Sport |  |

### Partido 3
| 18 de junio de 2023 | Crvena zvezda Meridianbet                     | 91–78                                 | Partizan Mozzart Bet                  | |  |  |
| 20:30               | Parciales: 19–21, 19–20, 24–18, 29–19         | Parciales: 19–21, 19–20, 24–18, 29–19 | Parciales: 19–21, 19–20, 24–18, 29–19 | |  |  |
|                     | Estadísticas Nedović 19 Mitrović 7 Campazzo 6 | Reporte Pts Reb Asts                  | Estadísticas Exum 16 Lessort 9 Exum 3 | Pabellón: Aleksandar Nikolić Hall, Belgrado Asistencia: 7,648 espectadores Árbitros: Damir Javor, Tomislav Hordov, Luka Kardum Televisión: Arena Sport |  |  |
| 2–1                 |                                               |                                       |                                       | |  |  |
|                     |                                               |                                       |                                       | |  |  |

### Partido 4
| 20 de junio de 2023 | Crvena zvezda Meridianbet                    | 68–56                                 | Partizan Mozzart Bet                   | |  |  |
| 19:00               | Parciales: 20–13, 12–11, 17–15, 19–17        | Parciales: 20–13, 12–11, 17–15, 19–17 | Parciales: 20–13, 12–11, 17–15, 19–17  | |  |  |
|                     | Estadísticas Campazzo 21 Dobrić 7 Campazzo 4 | Reporte Pts Reb Asts                  | Estadísticas Exum 12 Exum 10 Lessort 3 | Pabellón: Aleksandar Nikolić Hall, Belgrado Asistencia: 7,430 espectadores Árbitros: Saša Pukl, Matej Boltauzer, Josip Radojković Televisión: Arena Sport |  |  |
| 2–2                 |                                              |                                       |                                        | |  |  |
|                     |                                              |                                       |                                        | |  |  |

### Partido 5
| 22 de junio de 2023 | Partizan Mozzart Bet                    | 96–85                                 | Crvena zvezda Meridianbet                            | |  |
| 20:00               | Parciales: 30–18, 24–16, 21–34, 21–17   | Parciales: 30–18, 24–16, 21–34, 21–17 | Parciales: 30–18, 24–16, 21–34, 21–17                | |  |
|                     | Estadísticas Punter 32 Lessort 8 Exum 5 | Reporte Pts Reb Asts                  | Estadísticas Dobrić 18 Dobrić, Petrušev 5 Campazzo 8 | Pabellón: Štark Arena, Belgrado Árbitros: Saša Pukl, Damir Javor, Tomislav Hordov Televisión: Arena Sport |  |

## Galardones individuales

### MVP de la jornada
| Jornada | Jugador             | Equipo                  | Val. |
| ------- | ------------------- | ----------------------- | ---- |
| 1       | Luka Božić          | Zadar                   | 48   |
| 2       | Fatts Russell       | Mornar Barsko zlato     | 48   |
| 3       | Luka Božić (2)      | Zadar                   | 51   |
| 4       | Nikola Ivanović     | Crvena zvezda           | 30   |
| 5       | Trent Frazier       | FMP Meridian            | 43   |
| 6       | Vladimir Mihailović | Mornar Barsko zlato (2) | 31   |
| 7       | Nemanja Nedović     | Crvena zvezda (2)       | 30   |
| 8       | Aleksandar Lazić    | Budućnost VOLI          | 36   |
| 9       | Fatts Russell (2)   | Mornar Barsko zlato (3) | 46   |
| 10      | Trent Frazier (2)   | FMP Meridian (2)        | 37   |
| 11      | Luka Božić (3)      | Zadar                   | 46   |
| 12      | Dominik Mavra       | Split                   | 26   |
| 13      | Trent Frazier (3)   | FMP Meridian (3)        | 51   |
| 14      | Loren Jackson       | SC Derby                | 37   |
| 15      | Alen Omić           | Cedevita Olimpija       | 39   |
| 16      | Alpha Kaba          | Budućnost VOLI (2)      | 30   |
| 17      | Matej Rudan         | Mega MIS                | 32   |
| 18      | Keandre Cook        | MZT Skopje Aerodrom     | 31   |
| 19      | Gregor Glas         | Mornar Barsko zlato (4) | 31   |
| 20      | Mike Caffey         | MZT Skopje Aerodrom (2) | 34   |
| 21      | Mathias Lessort     | Partizan Mozzart Bet    | 38   |
| 22      | Alen Omić (2)       | Cedevita Olimpija (2)   | 32   |
| 23      | Lovro Mazalin       | Cibona                  | 45   |
| 24      | Lewis Sullivan      | Split (2)               | 38   |
| 25      | Luka Božić (4)      | Zadar (4)               | 43   |
| 26      | Filip Petrušev      | Crvena zvezda (3)       | 36   |

Fuente: ABA League

### MVP del mes
| Mes       | Jugador           | Equipo            | Ref.   |
| 2022      | 2022              | 2022              | 2022   |
| --------- | ----------------- | ----------------- | ------ |
| Octubre   | Luca Vildoza      | Crvena zvezda mts | [ 7 ]  |
| Noviembre | Paulius Valinskas | FMP Meridian      | [ 8 ]  |
| Diciembre | Yogi Ferrell      | Cedevita Olimpija | [ 9 ]  |
| 2023      |                   |                   |        |
| Enero     | Facundo Campazzo  | Crvena zvezda mts | [ 10 ] |
| Febrero   | Nemanja Nedović   | Crvena zvezda m   | [ 11 ] |
| Marzo     | Matej Rudan       | Mega MIS          | [ 12 ] |